# Rubus palmensis
Rubus palmensis är en rosväxtart som beskrevs av Alfred Hansen. Rubus palmensis ingår i släktet rubusar, och familjen rosväxter. Inga underarter finns listade i Catalogue of Life.